# خشکه‌رود
خشکه‌رود روستایی است که در استان اردبیل، شهرستان اردبیل، بخش مرکزی، دهستان سردابه قرار دارد.

## جمعیّت
بر اساس سرشماری سال ۱۳۸۵ جمعیّت این روستا ۸۴۰ نفر با ۱۶۰ خانوار بوده‌است.